# SG Wannabe
sg WANNA BE+（エスジーワナビー）は、韓国の3人組歌手グループである。グループ名は「サイモン&ガーファンクルのような歌手になりたい」との意志を込めて社長が命名した。2004年、『WANNA BE+』でデビュー。

## 来歴
2004年、韓国で1st ALBUM「WANNA BE」を発売。メンバーが出演せず有名俳優が出演するドラマ仕立てのミュージックビデオが話題となるものの、テレビの音楽番組などに出演しない「顔のない歌手」というコピーで韓国全体に知れ渡り、その圧倒的な歌唱力で人気が広がった。そしてアルバム売上が23万枚を突破、音楽配信も200万を超えるDL数を記録し、オンライン・オフラインで韓国に旋風を巻き起こし、ゴールデンディスク賞新人歌手賞を受賞した。翌年2nd ALBUM「生きて」をリリース。5週連続で首位に輝き、音楽配信でも1〜5位の曲をsg WANNA BE＋の曲で独占、代表曲でもある「罪と罰」「生きて」は、それぞれ1100万ダウンロードを越える大ヒットを記録した。そして韓国国内で最も栄誉あるゴールデンディスク大賞を受賞、2007年にも同賞を受賞し、年間CD売上NO.1に輝く。名実ともに韓国音楽界のトップを走る男性3人のヴォーカルグループとなった。
一方、日本ではフジテレビでオンエアされたクォン・サンウの主演ドラマ『悲しき恋歌』で2nd ALBUMのタイトル曲「生きて」が、またペ・ヨンジュンの主演ドラマ『ホテリアー』では、1stALBUM収録の「滑稽だね」が挿入歌として使用されファンが急増、2007年には東京国際フォーラムホールA（1日2回公演）で単独ライブが行われ満員御礼となった。そして2008年3月19日、日本のファンによるリクエストで選曲したベストアルバム「I LOVE sg WANNA BE＋」を発売。リリース記念イベントには抽選で選ばれた1000名が詰め掛け、発売当日のオリコンデイリーチャートで10位を記録した。
2008年4月末、初代リーダーであるチェ・ドンハがsg WANNABE＋としての韓国国内での活動を終え、日本では5月の"MY Friend Forever"にて活動を終える。5集から新メンバーのイ・ソクフンを加え、現在に至る。チェ・ドンハに至っては、ソロ活動中であったが2011年5月27日、自宅マンションで亡くなっているのが発見された。

## メンバー
- キム・ヨンジュン（김용준、金 勇俊、1984年9月12日 - ）AB型。ソウル出身。2代目リーダー。
- キム・ジノ（김진호、金 鎮浩、1986年5月21日 - ）B型。ソウル出身。
- イ・ソクフン（이석훈、李 碩薰、1984年2月21日 - ）B型。仁川出身。2008年、チェ・ドンハ脱退後の新メンバーとして加入。

### 元メンバー
- チェ・ドンハ（채동하、蔡 東河、1981年6月23日 - 2011年5月26日[2]）A型。ソウル出身。初代リーダーとして活動、2008年に脱退し、ソロ活動をスタートさせていた。

## ディスコグラフィー

### アルバム
- 1集 WANNA BE+（2004年1月19日）
- 2集 살다가（サルダガ/生きていて）（2005年3月23日）
- 3集 The 3rd Masterpiece（2006年4月10日）
- 4集 The Sentimental Chord（2007年4月6日）
- 5集 My Friend（2008年4月25日）
- 6集 Gift From Sg Wanna Be（2009年4月23日）
- 7集
  - SG WANNABE BY SG WANNABE 7 PART.1（2010年10月23日）
  - SG WANNABE BY SG WANNABE 7 PART.2（2011年3月14日）
- Mini Album
  - THE VOICE（2015年8月22日）

### 企画盤
- Classic Odyssey（2005年9月12日） - リメイクアルバム
- The Precious History（2006年11月15日） - ベストアルバム
- Story in New York（2007年11月23日） - スペシャルアルバム
- THE ESSENTIAL sg WANNA BE（2012年9月20日） - ベストアルバム

### ソロアルバム
- lee seok hoon Mini Album 1集: 挨拶（2010年5月29日）
- lee seok hoon Mini Album 2集: 違うさよなら（2012年10月4日）
- lee seok hoon Re-Package Album: 友達じゃなく、男として（2013年1月18日）

- Kim Jinho Solo Album 1集: 今日（2013年2月14日）
- Kim Jinho Mini Album 1集: 漢江愛（2013年7月19日）

### 日本語シングル
- Get Along Together（2008年8月20日） - 山根康広のカバー曲
- in the rain（2008年11月5日）
- Precious〜君だけが僕の帰る場所（2010年6月16日）

### 日本語アルバム
- RAINBOW（2009年3月11日）

### DVD
- Special Edition 2集+DVD（2005年6月13日）
- SG Wannbe 2006 live concert “The 3rd Masterpiece”（2007年1月6日）
- SG Wannbe 2009 live concert “因縁”（2010年7月2日）

## 日本でのライブ・コンサート
SG Wanna beのコンサートは昼の部・夜の部の1日2公演が多い。
- 1st Concert in JAPAN 2006（2006年5月15日：品川プリンス・ステラボール）
- sg WANNA BE+ LIVE IN JAPAN2（2006年11月12日：NHKホール）
- sg WANNA BE+ Tokyo tour 2007 始動〜Start of Legend〜（2007年6月3日：東京国際フォーラム）
- sg WANNA BE+ Cristmas Concert 2007 in Osaka（2007年12月9日：大阪国際会議場グランキューブ大阪メインホール）
- sg WANNA BE+ New Year Concert 2008〜My Way〜（2008年1月27日：東京国際フォーラム）
- sg WANNA BE+ Tokyo Concert "MY Friend Forever"（2008年5月8日：東京国際フォーラム）
- sg WANNA BE+「2nd Genesis / Dear My Friend」（2008年8月17日:名古屋国際会議場）
- sg WANNA BE+ JAPAN TOUR 2008〜in the rain〜（2008年11月9日:大阪国際会議場グランキューブ大阪メインホール）（11月14日、15日:大宮ソニックシティ大ホール）（11月21日:福岡サンパレスホール）（11月25日:川崎クラブチッタ）
- sg WANNA BE+ Over The Rainbow（2009年3月15日:NHKホール）（3月20日:大阪厚生年金会館大ホール）
- sg WANNA BE+ Gift From sg WANNABE（2009年8月17日、18日:中野サンプラザ）（8月23日:NHK大阪ホール）
- sg WANNA BE+ Winter Lovers Concert2009（2009年12月3日、4日:渋谷C.C Lemonホール）（12月7日:大阪国際会議場グランキューブ大阪メインホール）
- sg WANNA BE+ CONCERT 2010 STORY OF WANNA BE〜VOYAGE〜（2010年5月11日、12日:渋谷C.C Lemonホール）（5月14日、15日:神戸国際会館）
- sg WANNA BE+ CONCERT「STORY OF WANNABE II 〜Precious〜」（2010年9月7日:神戸国際会館）（9月9日、10日:渋谷C.C Lemonホール）
- sg WANNA BE+ 2011 First Concert （2011年2月15日:愛知県芸術劇場） （2月17日:渋谷C.C Lemonホール）（2月18日:渋谷C.C Lemonホール）
- sg WANNA BE+ 2011 2nd CONCERT （2011年8月19日、20日:中野サンプラザ）（8月22日:神戸国際会館）
- 2011 THE LAST sg WANNA BE+ CONCERT in JAPAN（2011年11月15日:神戸国際会館）（11月15日:神奈川県民ホール）
- 「THE FINAL」2012 sg WANNA BE+ CONCERT in JAPANに関しては、ヨンジュン入隊により公演中止となる
- SG WANNABE COME BACK CONCERT in Japan 「I wanna be in you」（2015年11月10日:豊洲PIT）（11月11日:豊洲PIT）（11月13日:サンケイホールブリーゼ）

## 日本でのイベント
- Sg WANNA BE+ fan meeting（2007年10月13日-15日：台湾）
- 日韓友情コンサートin 熊本城（2007年10月24日：竹の丸特設ステージ）
- Sg WANNA BE+ 「I love Sg WANNA BE+」プレミアムイベント（2008年3月20日：ディファ有明）
- Sg WANNA BE+ fan meeting（2008年5月7日：東京国際フォーラムホールA）
- Sg Wanna Beトークセッション（2008年8月18日：コリアプラザ 名古屋）
- Get Along Together発売記念イベント（2008年8月19日：タワーレコード名古屋近鉄パッセ店 屋上特設会場）
- Get Along Together発売記念イベント（2008年8月20日：千里セルシー 広場）
- Get Along Together発売記念イベント（2008年8月21日：ラゾーナ川崎）
- in the rain発売記念イベント（2008年11月6日：千里セルシー 広場）
- in the rain発売記念イベント（2008年11月9日：ラゾーナ川崎）
- Bright Christmas 2008 M-ON! 韓風WIDE presents゛sg WANNA BE＋″live in 東京丸の内（2008年11月15日：丸ビルMARUCUBE）
- Rainbow発売記念プレミアムイベント（2009年3月11日：お台場ヴィーナスフォート教会広場）
- Sg WANNA BE+ fan meeting（2009年8月21日：神奈川県立県民ホール）
- 日韓交流おまつり2009 in Tokyo（2009年9月20日：六本木ヒルズアリーナ）
- Sg WANNA BE+ fan meeting（2010年3月27日-29日：韓国：済洲島）
- Sg WANNA BE+ DINNER SHOW（2010年12月8日：品川プリンスホテル 飛天の間）
- GFSC (Good Friends Save the Children) Charity Campaign MBC創社50周年特別企画 Show!音楽中心・東京伝説2011 〜Korean Music Wave in Tokyo〜（2011年5月14日：さいたまスーパーアリーナ）
- Sg WANNA BE+　SURPRISE EVENT（2011年6月10日：メルパルクホール）
- Sg WANNA BE+ fan meeting（2011年6月11日-12日：韓国：済洲島）
- WE LOVE JAPAN 東日本大震災チャリティライブイベント（2011年6月16日：日本武道館）
- Sg WANNA BE+ 「ありがとう」 イベント（2011年10月21日：サンピアンかわさき）
- Sg WANNA BE+ in Atami SPECIAL EVENT（2011年10月23日-24日：ホテルニューアカオ）
- Sg WANNA BE+ Christmas DINNER SHOW（2011年12月21日：ヒルトン東京ホテル）

## 関連グループ
- SeeYa-sg WANNA BE+がプロデュースした女性アイドルグループ。2011年解散。